# Ophiohelus
Ophiohelus is een geslacht van slangsterren, en het typegeslacht van de familie Ophiohelidae. De wetenschappelijke naam van het geslacht werd in 1880 voorgesteld door Theodore Lyman.

## Soorten
- Ophiohelus densispinus Litvinova, 1991
- Ophiohelus pellucidus Lyman, 1880
- Ophiohelus umbella Lyman, 1880